# Hugo Silveira
Hugo Silveira, vollständiger Name Hugo Gabriel Silveira Pereira, (* 23. Mai 1993 in Manga, Montevideo) ist ein uruguayischer Fußballspieler.

## Karriere
Der 1,89 Meter große und bei den Montevideo Wanderers ausgebildete Offensivakteur gehörte seit der Spielzeit 2012/13 dem Kader des uruguayischen Erstligisten Club Atlético Cerro an. In jener Saison kam er dort zu sechs Einsätzen (kein Tor) in der Primera División. In der Spielzeit 2013/14 lief er bis zum Abschluss der Clausura 2014 in 28 Ligaspielen auf und erzielte sechs Treffer. In der Saison 2014/15 wurde er in 26 Erstligaspielen (sieben Tore) eingesetzt. Während der Spielzeit 2015/16 folgten 25 weitere Erstligaeinsätze (fünf Tore). Anfang Juli 2016 wurde er von Nacional Montevideo verpflichtet. Bei den Bolsos trug er mit 14 Ligaspielen und zwei Toren zum Gewinn der Landesmeisterschaft in der Saison 2016 bei. Im Jahr 2018 folgte eine Ausleihe zum Kairat Almaty nach Kasachstan und später an CA Tigre. Dort gewann er die Copa de la Superliga durch einen 2:0-Finalsieg über die Boca Juniors. Dann folgten weitere Wechsel zu Club Atlético Patronato und Querétaro FC. Von August 2021 bis Januar 2022 stand er beim chilenischen Erstligisten Deportivo Ñublense unter Vertrag. 2022 kehrte Silveira nach Uruguay zurück.

## Erfolge
- Uruguayischer Meister: 2016
- Copa de la Superliga: 2019